# Schefflera jahnii
Schefflera jahnii är en araliaväxtart som först beskrevs av Hermann August Theodor Harms, och fick sitt nu gällande namn av Julian Alfred Steyermark. Schefflera jahnii ingår i släktet Schefflera och familjen araliaväxter. Inga underarter finns listade.